# Ectyphus amboseli
Ectyphus amboseli is een vliegensoort uit de familie Mydidae. De wetenschappelijke naam van de soort is voor het eerst geldig gepubliceerd in 2010 door Lyons and Dikow.
De soort komt voor in Kenia.